# Ekeberga distrikt
Ekeberga distrikt är ett distrikt i Lessebo kommun och Kronobergs län. Distriktet ligger öster om Lessebo. 

## Tidigare administrativ tillhörighet
Distriktet inrättades 2016 och utgörs av socknen Ekeberga i Lessebo kommun.
Området motsvarar den omfattning Ekeberga församling hade 1999/2000.